# Lotus 20
La Lotus 20 era una automobile da competizione utilizzata nelle gare di Formula Junior. Venne costruita nel 1962 e sostituì la Lotus 18.
Il telaio era realizzato con tubi e rivestito con una carrozzeria in fibra di vetro. Le sospensioni erano del tipo a quadrilatero mentre i freni a tamburo erano del tipo in alluminio alettati "Al-Fin" (Aluminium Finned). Questi freni furono subito sostituiti con dei freni a disco sulle ruote anteriori e da freni a tamburo interni su quelle posteriori. Il motore standard impiegato era il Ford MAE abbinato ad un cambio della Renault Dauphine o ad un cambio Volkswagen modificato dalla Hewland.
Rispetto alla Lotus 18 la Lotus 20 aveva una sezione frontale più ridotta ed un baricentro più basso. Anche la posizione di guida era reclinata e non più seduta come sulla 18.

## Lotus 20B
La Lotus 20B era uguale alla Lotus 20 tranne che per la barra antirollio ed i freni a tamburo interni montati di serie sull'asse posteriore. La vettura prese parte anche alla Tasman Series dove utilizzava il motore Lotus Twin Cam con doppio albero a camme.